# Oxinio
Oxinio (en griego, Όξύνιο, Όξύνεια) es el nombre de una antigua ciudad griega de Tesalia.
Estrabón la sitúa a ciento veinte estadios de Azorio.
Es citada como un lugar que proporcionó en el año 359 a. C. un teorodocos a Epidauro.
Se desconoce el lugar donde se localizaba: tradicionalmente se ha situado en la antigua Meritsa, que actualmente se llama Oxinia pero tal localización no parece ser compatible con las indicaciones de Estrabón, al igual que otra localización sugerida, Nea Smolia. Otro lugar donde se ha sugerido que podría haber estado y que encaja más con los datos de Estrabón es una colina cerca de Dasochori.